# Hekwerk bij Paleis Soestdijk
Het hekwerk bij Paleis Soestdijk is een hekwerk dat Paleis Soestdijk aan de voorzijde omheint langs de Amsterdamsestraatweg in Baarn. Het hekwerk is een rijksmonument en loopt vanaf de Biltseweg aan de oostzijde tot bij de portierswoning.
Het is een smeedijzeren hekwerk met hardstenen en gietijzeren hekpijlers dat dateert uit 1883. De vier hardstenen pijlers werden ontworpen door L.H. Eberson. De geblokte pijlers hebben een bolvormige bekroning met lobben. Aan de pijlers zitten openslaande hekken met krulwerk en een rozet.
De beide gietijzeren hekpijlers van het enkele openslaande hek bij de portierswoning heeft dezelfde stijl als de hardstenen pijlers die voor het paleis staan.